# خودپرداز بیت‌کوین

خودپرداز بیت کوین یا دستگاه BTM، کیوسک کوچکی که امکان خرید بیت کوین با پول نقد یا کارت اعتباری را به افراد می‌دهد.

خودپرداز بیت کوین (به انگلیسی: Bitcoin ATM) یک دستگاه متصل به اینترنت است و کاربر با استفاده از آن می‌تواند بیت کوین خود را به ارز رایج (نظیر دلار یا یورو) تبدیل کرده یا با استفاده از ارزهای رایج، مقداری بیت کوین خریداری کند.
بر خلاف دستگاه‌های خودپرداز معمولی که به صورت مستقیم به بانک متصل می‌شوند، خودپرداز بیت کوین به یک صرافی متصل است و تراکنش مورد نظر کاربر را انجام می‌دهد. کارمزد دستگاه خودپرداز بیت کوین یکسان نیست و در شهرهای مختلف دنیا متفاوت است. همچنین برخی گزارش‌ها از پولشویی با استفاده از این دستگاه‌ها حکایت دارد.
اولین دستگاه خودپرداز بیت کوین جهان با قابلیت تبدیل بیت کوین کاربر به پول در ۲۹ اکتبر ۲۰۱۳ در یک کافی شاپ در شهر ونکوور کانادا راه‌اندازی شد.